# Íbex-siberiano
O Ibex-siberiano (Capra sibirica) é um caprino encontrado no centro e norte da Ásia.